# Kostrubonko
Kostrubonko (od ukr. Коструб, Kostrub „niechluj, flejtuch”) – w ludowych wierzeniach ukraińskich męska kukła z wyraźnie zaznaczonymi cechami płciowymi, która personifikowała płodność.
Rytualny pogrzeb Kostrubonki symbolizował koniec zimy i nadchodzącą wiosnę.